# Morgen kommt der Weihnachtsmann
Morgen kommt der Weihnachtsmann ist ein deutsches Weihnachtslied mit einem 1835 verfassten Text von Hoffmann von Fallersleben und der im 18. Jahrhundert entstandenen Melodie des französischen Volkslieds Ah ! vous dirai-je, maman.

## Text
Den Text des Liedes hat Hoffmann von Fallersleben (1798–1874) unter dem Titel Der Weihnachtsmann 1835 verfasst. Er erschien erstmals gedruckt unter dem Titel Weihnachtslied in Adelbert von Chamissos Deutscher Musenalmanach für das Jahr 1837.
Der Originaltext:
Morgen kommt der Weihnachtsmann,

Kommt mit seinen Gaben.

Trommel, Pfeifen und Gewehr,

Fahn’ und Säbel, und noch mehr,

Ja, ein ganzes Kriegesheer

Möcht’ ich gerne haben!

Bring’ uns, lieber Weihnachtsmann,

Bring’ auch morgen, bringe

Musketier und Grenadier,

Zottelbär und Pantherthier,

Roß und Esel, Schaf und Stier,

Lauter schöne Dinge!

Doch du weißt ja unsern Wunsch,

Kennst ja unsre Herzen.

Kinder, Vater und Mama,

Auch sogar der Großpapa,

Alle, alle sind wir da,

Warten dein mit Schmerzen.
Eine verbreitete Umdichtung, bei der die Zeilen mit dem Kriegsspielzeug entfernt wurden, stammt von Hilger Schallehn:
In der DDR wurde überwiegend eine immer als solche gekennzeichnete Textbearbeitung von Hans Sandig („Text: Hans Sandig (nach Hoffmann von Fallersleben)“) gesungen, die von beiden Fassungen abweicht. Diese ist auch heute noch über Umspielungen von Vinylschallplatten auf Audio-CDs verbreitet.

## Melodie
1837 erschien Fallerslebens Text mit einer Melodie von Ernst Heinrich Leopold Richter in dessen Liedsammlung für den Unterricht sowie erneut 1843 in Hoffmanns Fünfzig Kinderliedern mit derselben Melodie, die sich nicht durchsetzte.
Seine Popularität erreichte das Lied durch die Übertragung des Textes auf das aus der zweiten Hälfte des 18. Jahrhunderts stammende französische Volkslied Ah ! vous dirai-je, maman, auf dem auch die Melodie des englischen Wiegenliedes Twinkle, Twinkle, Little Star beruht, und das aufgrund seiner Einfachheit Eingang in viele Instrumentallehrwerke für den Anfangsunterricht gefunden hat. So ist es beispielsweise das erste Spielstück und Grundlage mehrerer Variationen im Repertoire der Suzuki-Methode. 
Wolfgang Amadeus Mozart verwendete die Melodie als Grundlage seiner Klaviervariationen KV 265.